# Коморово (Шамотульський повіт)
Коморово (пол. Komorowo) — село в Польщі, у гміні Казьмеж Шамотульського повіту Великопольського воєводства.
Населення — 88 осіб (2011).

## Демографія
Демографічна структура станом на 31 березня 2011 року:
|          | Загалом | Допрацездатний вік | Працездатний вік | Постпрацездатний вік |
| -------- | ------- | ------------------ | ---------------- | -------------------- |
| Чоловіки | 45      | 6                  | 31               | 8                    |
| Жінки    | 43      | 6                  | 27               | 10                   |
| Разом    | 88      | 12                 | 58               | 18                   |